# Pieni-Sämpiä
Pieni-Sämpiä är en sjö i kommunen Mäntyharju i landskapet Södra Savolax i Finland. Arean är 47 hektar och strandlinjen är 3,35 kilometer lång. Sjön  ingår i Kymmene älvs huvudavrinningsområde.   Den ligger omkring 31 kilometer väster om S:t Michel och omkring 180 kilometer nordöst om Helsingfors. 